# Biskup

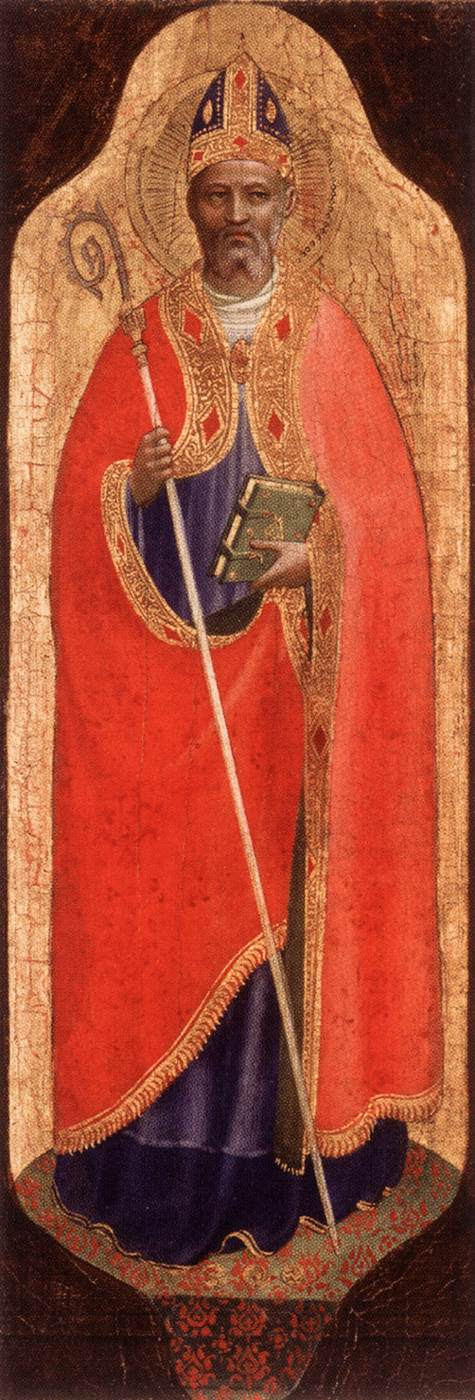
Święty biskup Mikołaj – Fra Angelico, tempera na desce z XV wieku.

Biskup (łac. episcopus; gr. ἐπίσκοπος, episkopos: nadzorca, opiekun) – w Kościołach chrześcijańskich zwierzchnik kościoła partykularnego „jako zastępca i wysłannik Chrystusa”. Rozumienie różni się w zależności od wyznania chrześcijańskiego. W Kościele rzymskokatolickim, Kościołach starokatolickich i w Kościołach prawosławnych jest nim duchowny, mężczyzna, mający pełnię sakramentu święceń. Niektóre Kościoły chrześcijańskie, jak Wspólnota anglikańska czy Kościoły luterańskie i starokatolickie, w XX w. zaczęły udzielać tych święceń także kobietom.

## Historia
U samych początków chrześcijaństwa nowotestamentalnego, w Kościele apostolskim można dostrzec dwie koncepcje urzędu biskupiego: jerozolimski i Pawłowy. W Jerozolimie bardzo szybko ukształtowała się hierarchia typu monarchicznego (por. Dz 12,3; 15,3; 18,1; 1 Kor 15,7; Ga 1,19; 2,9.12). Wśród prezbiterów szczególne miejsce zajmował tam Jakub Młodszy Apostoł. Pod koniec I wieku ustrój monarchiczny widoczny jest we wszystkich kościołach związanych z Apostołem Janem, tak należałoby interpretować symbol anioła Kościoła z Księgi Apokalipsy rozdz. 2 i 3. W Antiochii ustrój kościoła był inny, na czele stała grupa „proroków i nauczycieli” (Dz 13,1), związanych zależnością hierarchiczną z kościołem w Jerozolimie. Taki system przyjął Paweł w zakładanych przez siebie wspólnotach. Sam sprawował opiekę hierarchiczną nad tymi kościołami, codzienną pieczę pozostawiając w ręku miejscowych starszych-prezbiterów (por. Dz 14,23). Jego pomocnikami z podobną władzą, np. ustanawiania starszych, byli Tytus, Sylwan, Tymoteusz, Tychik i Sostenes.
Klemens Rzymski ok. 95 r. pisał w Liście do Koryntian o sukcesji apostolskiej, jako mającej sprzyjać pokojowi w Kościele. Jej pierwowzór odnajdywał w Starym Testamencie. Biskupa można porównać do arcykapłana, a prezbiterów do kapłanów-lewitów, mających szczególny udział w jego posłudze.
Najwcześniejszym po-Pawłowym świadectwem o roli biskupa w Kościele antiocheńskim, ale późniejszym od Klemensa o ok. 15 lat, są Listy Ignacego Antiocheńskiego (ur. 30- zm. 107) napisane ok. 110 r. W jego okresie odnajdujemy już jasno wyznaczoną trzystopniową hierarchię: jednego biskupa, grupy prezbiterów (rada lub starsi lub prezbyterium), i grupy diakonów (por.  List do Magnezjan 2-3).
Utrwalił się potrójny model święceń (diakoni, prezbiterzy, biskupi). Regułą stało się, że w każdym lokalnym Kościele powinien być tylko jeden biskup. W ten sposób utworzona została koncepcja terytorium kanonicznego. W II w. zrodziła się kolegialna odpowiedzialność biskupów za cały Kościół, która znajduje pełne urzeczywistnienie w synodach i soborach powszechnych. W czasach cesarza Konstantyna, w dobie chrystianizacji imperium, prezbiterów zaczęto nazywać kapłanami (łac. sacerdos), by pokazać światu pogańskiemu prawdziwość chrześcijaństwa. Poganie oskarżali bowiem chrześcijan o świętokradztwo, a nawet o ateizm z powodu odrzucenia składania ofiar bogom panteonu grecko-rzymskiego. Biskupi natomiast zaczęli pełnić funkcje coraz bardziej administracyjno-jurysdykcyjne.
Pierwszych biskupów powoływali apostołowie, następnie – przez wybór – duchowni i świeccy z danego Kościoła lokalnego, przy aprobacie Kościołów sąsiedzkich. Dopiero w dalszych wiekach wybór zatwierdzał metropolita. Od IV wieku świecka władza cesarska zaczęła wpływać na obsadę tych stanowisk duchownych.
Na Zachodzie dopiero w czasach walki o inwestyturę władza kościelna odzyskała pełny wpływ na nominacje biskupie. Jednak wybory przechodziły do przeszłości, w XII wieku sobory wykluczyły z grona wyborców osoby świeckie, a pod koniec XIII i w XIV wieku papieże zarezerwowali sobie prawo mianowania biskupów. W średniowieczu i czasach nowożytnych (zobacz Sobór trydencki) Kościół rzymskokatolicki podkreślał święcenia kapłańskie jako fundament duchowieństwa, a ze święceniami biskupimi wiązał przywileje natury jurysdykcyjnej. Dopiero w ostatnich stuleciach teologia podkreśla następstwo apostolskie biskupów i ich szczególną rolę w prowadzeniu Kościoła lokalnego oraz współuczestniczeniu w Kościele soborowym.
Na Wschodzie forma wyboru była mniej istotna, gdyż podkreślano, iż to sam Bóg go dokonuje. Kładziono natomiast nacisk na formę instalacji i sakrę. Teologia prawosławna również nie wysuwa biskupiej funkcji rządzenia na pierwszy plan, mówiąc raczej o nauczaniu, uzdrawianiu i jednoczeniu. Biskup w prawosławiu jest też w dużo mocniejszym stopniu szafarzem eucharystii i święceń, inni kapłani mogą wykonywać to jedynie w imieniu i za pozwoleniem biskupa. W Kościołach Wschodnich już w VI wieku została wprowadzona zasada równouprawnienia wszystkich biskupów, którzy wraz z diecezją reprezentują Kościoły lokalne. Do biskupów zwykło się zwracać się per „ekscelencjo”.
Symbolami władzy pasterskiej biskupa są pastorał i pierścień nakładany w czasie święceń biskupich przez głównego konsekratora, na prawą rękę nowo wyświęconego biskupa. U biskupów diecezjalnych jest symbolem zaślubin ze wskazaną diecezją.

## Biskup w Kościele katolickim

Herb biskupa (na taśmie pod tarczą znajduje się dewiza)

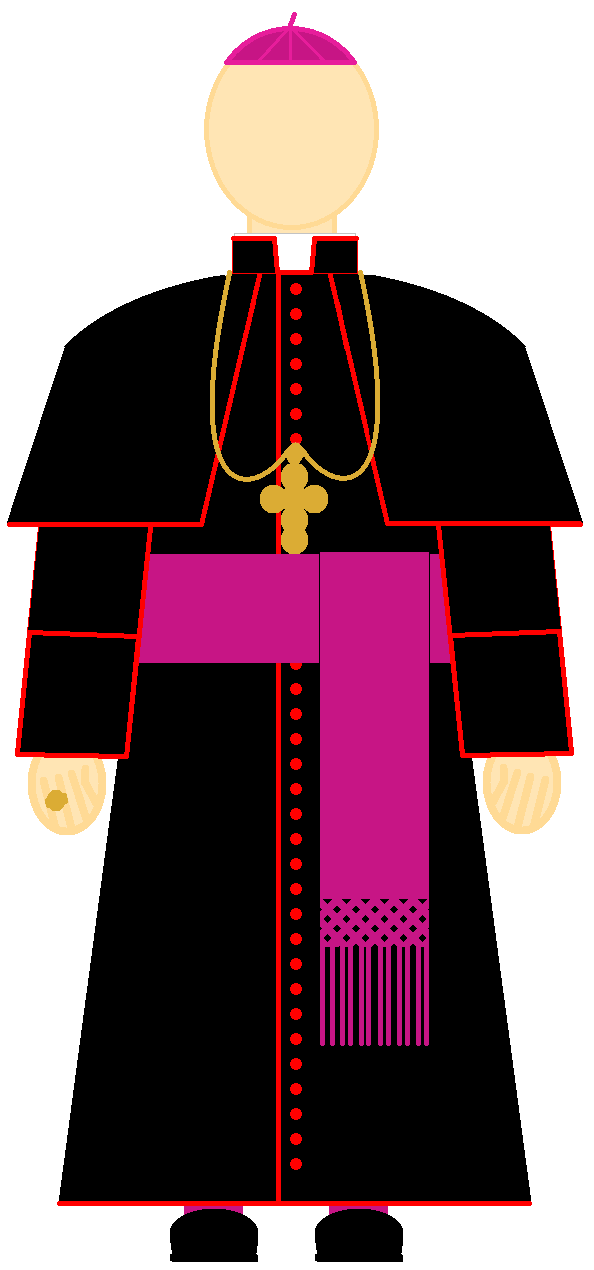
Sutanna katolickiego biskupa i arcybiskupa

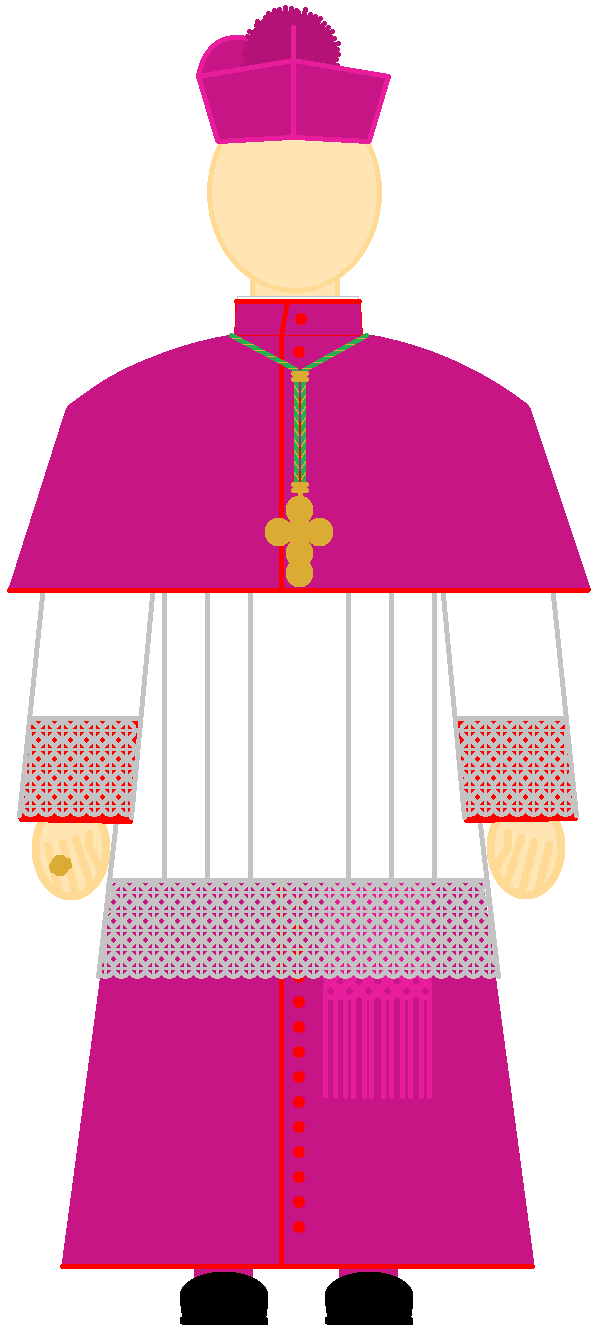
Strój chórowy katolickiego biskupa i arcybiskupa

### Znaczenie teologiczne biskupa w Kościele
Duchowa, teologiczna interpretacja tego, kim jest biskup w Kościele zawsze dokonywała się w ścisłym związku z nauką o samym Kościele i jego strukturze.
Pierwsza szersza refleksja teologiczna wokół roli i charakteru święceń biskupich została wszczęta przez wypowiedzi św. Hieronima, który głosił równość hierarchiczną biskupów i kapłanów, oraz równość ich uczestnictwa w sukcesji apostolskiej. Hieronim uznawał także, że zmiana jaka zaszła w pierwszych wspólnotach Kościelnych, kiedy kolegialna władza biskupów-prezbiterów została zastąpiona monarchiczną władzą pojedynczego biskupa, jako głowy Kościoła lokalnego – była decyzją czysto kościelną, mającą charakter prawa kościelnego a nie ustanowienia przez Chrystusa. Hieronim pisał o tym w Listach 14,8; 52,7; oraz w Komentarzu do Mateusza 16,9.
W okresie średniowiecza prowadzono teologiczne dysputy nad sakrą biskupią jako sakramentem. M.in. następujący teolodzy: Aleksander z Hales i Albert Wielki, a także, przynajmniej w pewnym okresie, Tomasz z Akwinu nie uznawali święceń biskupich za oddzielny sakrament od kapłaństwa, nie uznawali więc w porządku sakramentalnym jakiejkolwiek wyższości  biskupstwa nad prezbiteratem. Według Tomasza z Akwinu, biskup ma uprawnienia jurysdykcyjne nad wspólnotą Kościoła, która jest Ciałem mistycznym Chrystusa.  Prezbiter zaś przez święcenia otrzymuje władzę nad Ciałem eucharystycznym. Tomasz pisał o tym w Tractatus de sacramento altaris, c. 6, w Sumie contra gentiles IV 74,75, oraz w Sumie Teologicznej 82,1. Przeciwnego zdania byli G. Durand i  franciszkanin Jan Duns Szkot.

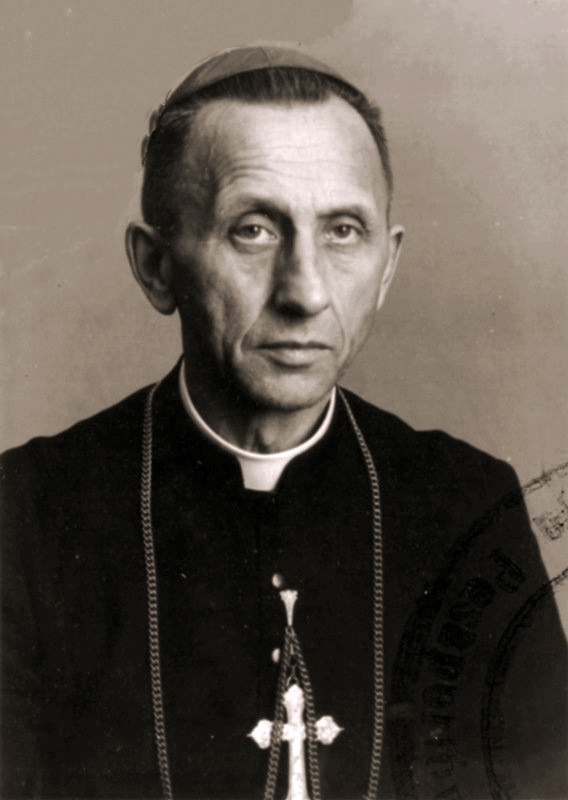
Abp Antoni Baraniak - biskup katolicki

W czasie Soboru trydenckiego (1545–1563) toczył się spór o pochodzenie jurysdykcji biskupiej, czy jest ona bezpośrednio od Boga, czy biskupi otrzymują ją za pośrednictwem papieża. Sobór nie rozstrzygnął ostatecznie tej kwestii, orzekł jedynie boskie pochodzenie samej hierarchii oraz porządek jurysdykcji, od papieża w dół hierarchii aż do diakonów. Kwestię te dyskutowano także w XIX wieku w czasie soboru watykańskiego I w związku z pracami nad dogmatem o nieomylności papieża. Stwierdzono jednak wyraźnie, że biskup posiada z ustanowienia Bożego własną i zwyczajną władzę na terytorium powierzonego mu Kościoła lokalnego. Mimo tego orzeczenia, pojawiały się postawy inaczej interpretujące władze biskupią. W związku z tym episkopat niemiecki opublikował 15 marca 1875 r. oficjalny list, w którym polemizował z poglądem, że doktryna soboru o prymacie sprowadza biskupa do roli delegata papieskiego. Biskupi niemieccy bronili prawdy o autonomicznym zwierzchnictwie biskupa nad powierzonym jego pieczy Kościołem. Stanowisko biskupów niemieckich poparł papież Leon XIII w encyklice „Satis cognitum”, podkreślając jednocześnie ścisły związek roli biskupa ze strukturą organizacyjną Kościoła. W XX w. temat podjął Pius XII w encyklice Mystici corporis Christi (1943).
Sobór watykański II (1962–1965) przypomniał i podkreślił związek teologii biskupstwa z teologią Kościoła. Podstawowym znaczeniem Kościoła, według Soboru, jest to, że jest on Ludem Bożym (KK 9,18) i wspólnotą (KK 1, 8), która aktualizuje się przez sakramenty i przez cnoty (KK 11). Sobór odciął się od utożsamiania Kościoła z hierarchią i wyznaczaniem tejże hierarchii w strukturze Kościoła naczelnego miejsca. Stanowi ona bowiem wtórny element struktury Kościoła, którego celem jest służba dobru całego Ciała (KK 18) i diakonia (KK 24). Biskupstwo więc w swej najgłębszej treści jest służbą istniejącą wewnątrz Kościoła, streszczającą się w zadaniu udostępniania mu tajemnicy zbawczej Chrystusa, zamkniętej w ekonomii sakramentalnej i depozycie objawionej prawdy (KK 21).
Zgodnie z Kodeksem prawa kanonicznego nie można użyć wobec biskupa przemocy. Kto by się tego dopuścił, jest mocą samego prawa obłożony karą interdyktu. Użycie przemocy wobec papieża skutkuje ekskomuniką zastrzeżoną dla Stolicy Apostolskiej.

### Sukcesja Apostolska Biskupów
W głównych tradycjach chrześcijańskich biskupi są uważani za kontynuatorów misji apostołów. Na tym polega ich główna teologiczna funkcja. Aby biskup był następcą apostołów musi zostać wyświęcony w sposób ważny, czyli przez nałożenie rąk przynajmniej jednego biskupa wyświęconego w sposób ważny.
Doktryna katolicka wymaga „zgody papieża”. Po odczytaniu papieskiej bulli nominacyjnej; ręce nakłada przynajmniej trzech biskupów (konsekrator i dwóch współkonsekratorów). Doktryna prawosławna też wymaga nałożenia rąk przez trzech biskupów.
Funkcjonowanie sukcesji apostolskiej polega na tym, że pomiędzy danym biskupem a apostołami jest nieprzerwany ciąg ważnych święceń. Sukcesję apostolską zachowały Kościoły katolicki, prawosławny, starokatolickie, orientalne oraz Kościół Szwecji.
Mimo że Kościół anglikański twierdzi, iż zachował sukcesję apostolską, to jednak papież Leon XIII Listem apostolskim Apostolicae curae ogłosił święcenia wyższe udzielone w Kościele anglikańskim za nieważne, a sukcesje apostolską za przerwaną.
Z kościołów protestanckich tylko Luterański Kościół Szwecji zachował pełną sukcesję apostolską (według Kościoła rzymskokatolickiego jako schizmatycką, ponieważ święcenia były udzielone bez zgody papieża). 6 stycznia 1528 roku bp Petrus Magni udzielił za zgodą króla Szwecji choć bez zgody papieża święceń biskupich nominatom trzech diecezji. 22 września 1531 roku po Synodzie narodowym w Uppsali wspólnie z bp Magnusem Sommarem konsekrował pierwszego - Luterańskiego Prymasa Szwecji bp Laurentiusa Petri. Od tego czasu inni biskupi luterańscy, posiadający konsekrację pochodzącą od biskupów szwedzkich, mają zachowaną ważną sukcesję apostolską.
Wytyczne teologiczne jakich udzielił św. Paweł Apostoł w Pierwszym Liście do Tymoteusza są następujące: „jeśli ktoś dąży do biskupstwa, pożąda dobrego zadania. Biskup więc powinien być nienaganny, mąż jednej żony, trzeźwy, rozsądny, przyzwoity, gościnny, sposobny do nauczania, nieprzebierający miary w piciu wina, nieskłonny do bicia, ale opanowany, niekłótliwy, niechciwy na grosz, dobrze rządzący własnym domem, trzymający dzieci w uległości, z całą godnością. Jeśli ktoś bowiem nie umie stanąć na czele własnego domu, jakżeż będzie się troszczył o Kościół Boży?” (1 Tm 3,1-5, Biblia Tysiąclecia).

### Biskupi w starokatolicyzmie
Biskupem w większości Kościołów starokatolickich może zostać zarówno kobieta, jak i mężczyzna. Biskupi starokatoliccy wybierani są przez Synody lokalne. Starokatolicy nie praktykują posługi biskupów pomocniczych w diecezjach.

## Biskup w prawosławiu

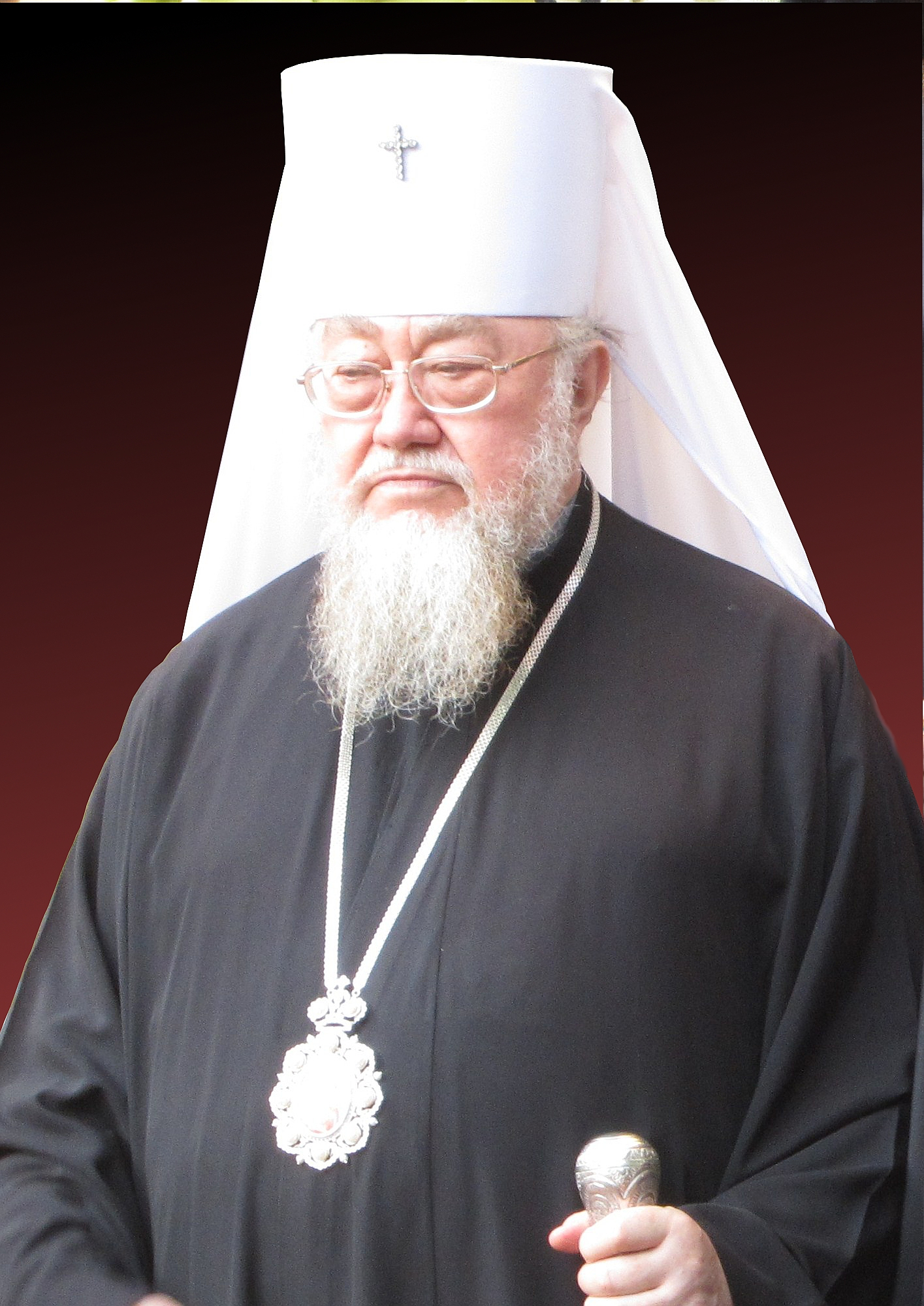
Bp Sawa, zwierzchnik Polskiego Autokefalicznego Kościoła Prawosławnego

Teologia posługi biskupa w prawosławiu jest analogiczna do katolickiej. Wschód chrześcijański nie doświadczył takiego podważenia roli biskupa, jakie dokonało się w Kościele zachodnim pod wpływem reformacji. Refleksja prawosławna zawsze miała charakter eklezjologiczny a nie prawno-kanoniczny. Posługa biskupa jest uważana za pochodzącą z boskiego, a nie jedynie kościelnego ustanowienia. Podobna jest posłudze Apostołów, z tą podstawową różnicą, że tych ostatnich powołał sam Chrystus, zanim jeszcze Kościół został założony. Byli oni świadkami zmartwychwstania Chrystusa. Ich nauczanie jest podstawą wiary Kościoła w każdym pokoleniu, są oni jak opoka, fundament Kościoła (Mt 16,18, Dz 21,14) gdyż uczestniczyli w narodzinach Kościoła. Biskupi natomiast, jako powołani przez Boga w już istniejącym Kościele, dla Kościoła i za pośrednictwem Kościoła – spełniają jedynie posłannictwo strzeżenia depozytu Tradycji apostolskiej. Ich nauczanie wyrażające się w listach i definicjach soborów powszechnych, uznawanych za nieomylne, jest autorytatywnym wyjaśnieniem objawienia Chrystusa przekazanego przez Apostołów. Zachowanie nieskalanego depozytu wiary apostolskiej jest warunkiem koniecznym, by uznać ciągłość sukcesji apostolskiej biskupów w danym Kościele. Nie wystarczy formalne zachowanie rytu święceń. Dlatego prawosławie nie uznaje sukcesji apostolskiej w anglikanizmie ani luteranizmie.

## Biskupi w protestantyzmie

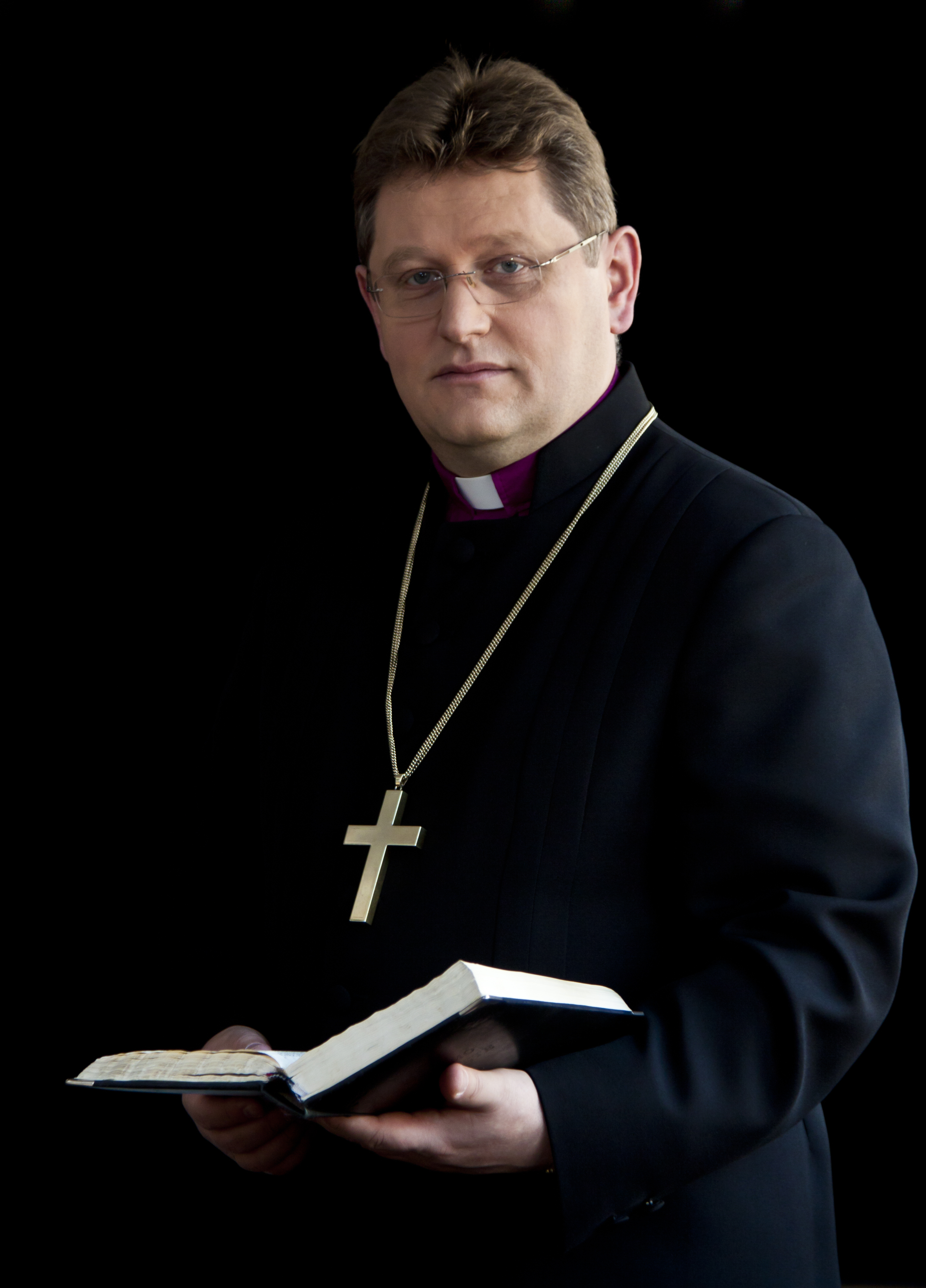
Bp Jerzy Samiec, zwierzchnik Kościoła Ewangelicko-Augsburskiego w RP

W rozumieniu protestantów nurtu ewangelicko-augsburskiego urząd biskupa przyjmowany jest lub nieprzyjmowany w różnych Kościołach krajowych, zależnie od historycznego procesu formowania się hierarchii. Zasadniczy sprzeciw reformacji skierowany był jedynie przeciw biskupowi Rzymu. Sam Marcin Luter nie był przeciwny urzędowi biskupa. Zaakceptował np. reformę kościelną przeprowadzoną w 1539 r. przez elektora Brandenburgii Joachima II, który nadał Kościołom protestanckim w swym kraju ustrój episkopalny. Sam wyświęcił biskupów Naumburga oraz Merseburga. Napisał też rozprawkę Exempel einen rechten Bischof zu weihen (1542). Również Filip Melanchton uznawał instytucję biskupów. Generalnie jednak  uznawano posługę biskupów za zagadnienie obojętne (adiaforyczne) dla reformacji. Rozumiano tę posługę jako rodzaj urzędu duszpasterskiego z szerszym terytorium do działania. W krajach, gdzie przyjęła się reformacja, biskupom odmawiano dalszego sprawowania jurysdykcji, zawieszając ich czynności. Skutkiem było przejęcie części tej jurysdykcji przez lokalnych władców świeckich. Książę zaczął się uważać za najwyższego biskupa (summus episcopus), choć sam Luter nazywał władców zastępczymi biskupami (Notbischöfe). Było to rozwiązanie tymczasowe wobec perspektywy powrotu do jedności z Kościołem katolickim. Zazwyczaj książę wzorował się w swej władzy kościelnej sprawowanej nad Kościołami protestanckimi na biskupach katolickich, skupiając w swym ręku jurysdykcję wynikającą z prawa kanonicznego, oraz władzę cywilną, wynikającą z prawa państw Rzeszy. Po pokojach augsburskim (1555) oraz westfalskim (1648), kiedy podział Kościoła został usankcjonowany, próbowano ograniczyć sprawowanie funkcji biskupich przez księcia.
W protestantyzmie i wielu innych Kościołach chrześcijańskich nie istnieje jednolita wykładnia teologicznej roli oraz natury biskupa. Kościoły tzw. drugiej reformacji uważają, że na czele kościoła lokalnego (zboru) – zgodnie z Nowym Testamentem – powinno stać prezbiterium, tzn. kolegium prezbiterów (rada starszych), zwanych także biskupami. W tym ujęciu prezbiter i biskup to ten sam urząd, który powinien być sprawowany zawsze kolegialnie. Przewodni starszy zboru jest często tytułowany tradycyjnym protestanckim określeniem „pastor”. Pozostali protestanci, zwłaszcza episkopalni, widzą w biskupstwie najwyższy stopień święceń, a część przyjmuje, że jest to jedna z równoważnych trzech posług tego samego urzędu duchownego. W tradycji protestanckiej biskup nie jest mianowany, lecz wybierany przez organ reprezentujący dany Kościół lokalny.

## Kwestia święcenia kobiet na urząd biskupa
Postulat rozszerzenia urzędu biskupa tak, by mogła nim zostać kobieta pojawił się w XX w. Według Gavina Ashendena  było to inspirowane ruchami feministycznymi i egalitaryzmem. Z postulatem święceń kobiet ściśle związana jest feministyczna koncepcja Boga, zgodnie z którą Boga nie można nazywać Ojcem ani posługiwać się zaimkiem męskim „On”. Postuluje to m.in. Rachela Treweek, pierwsza kobieta ustanowiona w Anglii biskupem anglikańskim i od 2015 r. będąca zwierzchnikiem diecezji Gloucester tego kościoła w Anglii. Duchowna ta twierdzi, że należy posługiwać się neutralnie jedynie samym słowem Bóg. Według Ashendena, sprzeciwia się to samemu Chrystusowi, który uczył modlitwy do Boga jako do Ojca. Autor ten ukazuje też, że tradycyjnie w oficjalnej korespondencji monarcha brytyjski zwracał się w korespondencji do biskupów „Wielebny Ojcze w Bogu” (Reverend Father in God), odzwierciedlając w ten sposób rolę biskupa jako figury Boga Ojca. Mówił o tym już ok. 107 r. biskup Antiochii Ignacy w liście do Kościoła w Tralles. Stąd teologicznie święcenia kobiet, zacierając ojcostwo Boga, przeciwstawiają się integralności wyznania wiary Kościoła. W Credo tradycyjnie chrześcijanie wyznają, „Wierzę w jednego Boga, Ojca wszechmogącego...” (Credo nicejskie-konstantynopolitańskie z 381 r.). Uzgodnienie rozumienia urzędu biskupa w Kościele anglikańskim jest problematyczne również z powodu istnienia dwóch nurtów. Jeden uznaje reformowaną teologię święceń czysto jako urzędu. Drugi opowiada się za teologią mającą swe korzenie w nauczaniu Apostołów i występującą w Kościołach zachowujących Tradycję apostolską, m.in. katolickim i prawosławnych. Urząd biskupa rozumiany jest w nich jako bycie następcą Apostołów i sprawującym Eucharystię zamiast zmartwychwstałego Chrystusa.

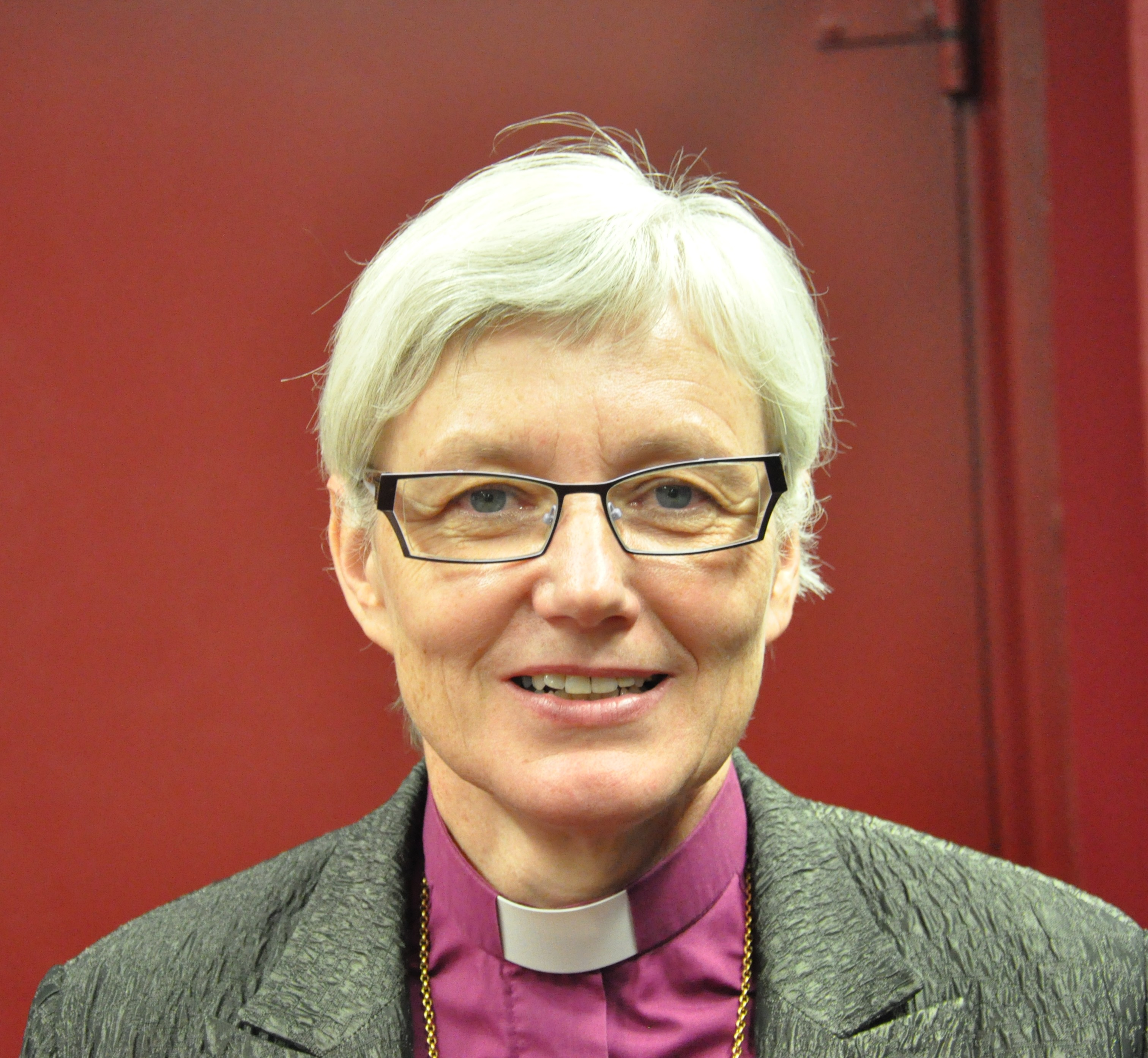
Biskup luterańskiego kościoła Szwecji Antje Jackelén

Kościoły anglikańskie i protestanckie, które praktykują święcenie kobiet powołują się na odmienny od dzisiejszego kontekst kulturowy, w którym powstawały teksty kanoniczne Nowego Testamentu. Podkreślają też, że Apostoł Paweł w swoich listach zrównuje kobiety z mężczyznami: Nie ma już Żyda ani poganina, nie ma już niewolnika ani człowieka wolnego, nie ma już mężczyzny ani kobiety, wszyscy bowiem jesteście kimś jednym w Chrystusie Jezusie (Gal 3.28) (Biblia Tysiąclecia).
Zwyczaj wprowadzania kobiet na urząd biskupa występuje m.in. w Kościołach: metodystycznych, starokatolickich, niektórych anglikańskich, luterańskich, kalwińskich, a także w Kościele Adwentystów Dnia Siódmego w postaci urzędu starszego zboru obsadzonego przez kobietę.
W Polsce tytuł biskupek (kustoszek) noszą dwie kobiety z Kościoła Katolickiego Mariawitów: Hanna Maria Rafaela Woińska oraz Damiana Maria Beatrycze Szulgowicz. Pierwszą polską biskupką (i jedną z pierwszych na świecie) była Izabela Wiłucka z Kościoła mariawitów, która następnie przyjęła tytuł arcykapłanki.